# 3 colpi di Winchester per Ringo
3 colpi di Winchester per Ringo è un film del genere western all'italiana del 1966 e diretto da Emimmo Salvi.

## Trama
Ringo Carson e Frank Sanders detto “il texano”, due amici e spietati pistoleri ricevono dal proprietario del saloon di Stone City Walcom l'incarico di liberare sua figlia Jane, catturata da banditi messicani. Dopo avere concluso con successo la missione i due, entrambi innamorati della ragazza, vengono alle mani e decidono di dividersi. Ringo resta a Stone City, città da cui se n'era andato per dissapori con la madre. Si riconcilia con lei, sposa Jane dalla quale ha un figlio e diventa sceriffo della città. La tranquillità sua e della città termina con l'arrivo di una banda di ex soldati sudisti guidati proprio dal suo ex amico Frank divenuti banditi dopo la fine della guerra di Secessione. Nello scontro con i saccheggiatori Ringo subisce un forte trauma cranico e diventa cieco. Frank approfitta della sua infermità per stabilirsi a Stone City. In breve diventa anche sceriffo della città facendosi complice dei loschi interessi del banchiere Daniels che ha l'obiettivo di impadronirsi dei terreni auriferi della zona. Tra i proprietari che resistono alle pressioni e alle minacce c'è anche la madre di Ringo che viene uccisa, inutilmente difesa da Ringo pestato a sangue. Proprio a causa dei colpi ricevuti il pistolero recupera la vista e inizia la sua vendetta nei confronti degli assassini della madre che nel frattempo hanno preso in ostaggio anche sua moglie.